# Croke Park

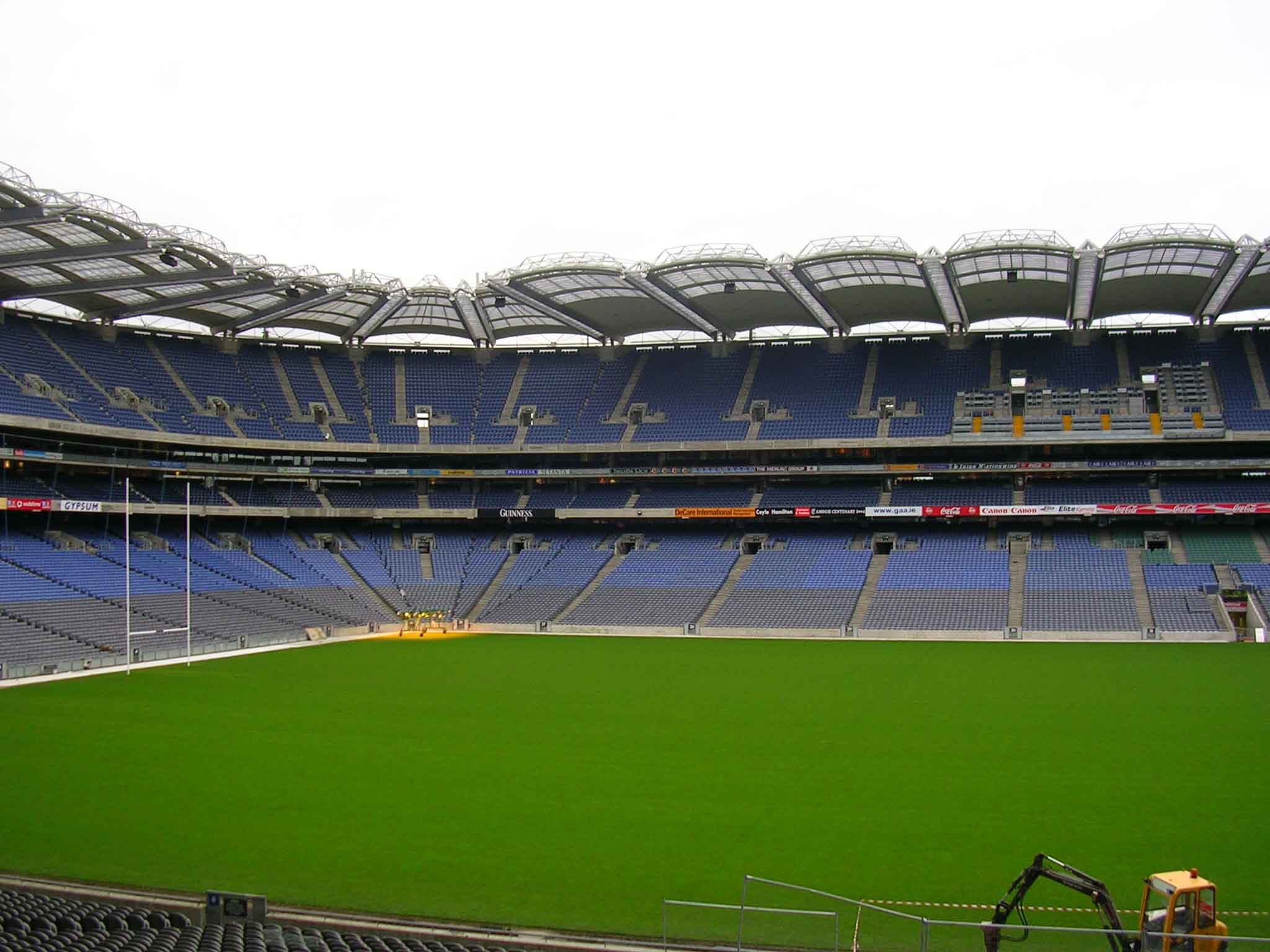
Croke Park

Croke Park (Iriska: Páirc an Chrócaigh) är EU:s fjärde största sportarena och den ligger i norra delen av Dublin (Drumcondra). Croke Park börjades att byggas 1884 och öppnade 1913 och har sedan genomgått en ombyggnation år 2004. Den ägs inte av ett professionellt förbund, utan av amatörorganisationen GAA (Gaelic Athletic Association) som är Irlands största idrottsorganisation. Croke Park kan ta in 82 300 människor. Arenan används sedan 1884 främst till GAA-matcher, och det mest kända är det årliga All-Ireland Senior Football Championship and hurling championship. Stora internationella artister har haft konserter här. 
Nu under ombyggnationen av Lansdowne Road som kommer att pågå till 2009, kommer det även att spelas rugby och fotboll på den här arenan. Den första rugbymatchen därefter spelades den 11 februari 2007 och det var Irland mot Frankrike. Den här matchen slutade 17-20 då Frankrike gjorde mål i sista minuten.
Den andra matchen spelades den 24 februari 2007 mot England. Den framkallade många känslor hos irländarna och IRFU (Irish Rugby Football Association) gick ut med en vädjan och bad publiken att inte bua under den brittiska nationalsången God Save The Queen och den vädjan gick hem. Under den irländska nationalsången Amhrán na bhFiann (A Soldiers Song) så sjöng hela den irländska publiken och de irländska spelarna med. Även de nordirländska spelarna. Några spelare var så rörda av ögonblicket så att de grät samtidigt som de sjöng på grund av det som hände under Blodiga söndagen 1920. Matchen slutade med en irländsk vinst med 43-13, den största dittills mot England.